# Uni (mitologia)
Uni – najwyższa bogini etruska, bogini kosmosu i miasta Perusia (dziś: Perugia w Toskanii), żona Tinii oraz matka Hercle. Opiekunka narodzin i miast.
Utożsamiana była z grecką Herą, fenicką Astarte (według blaszek z Pyrgi) i rzymską Junoną. Wraz z Tinią i Menrvą stanowili najwyższą trójcę bóstw etruskich.
Niektóre źródła opisują ją miotającą piorunami.